# Bisque

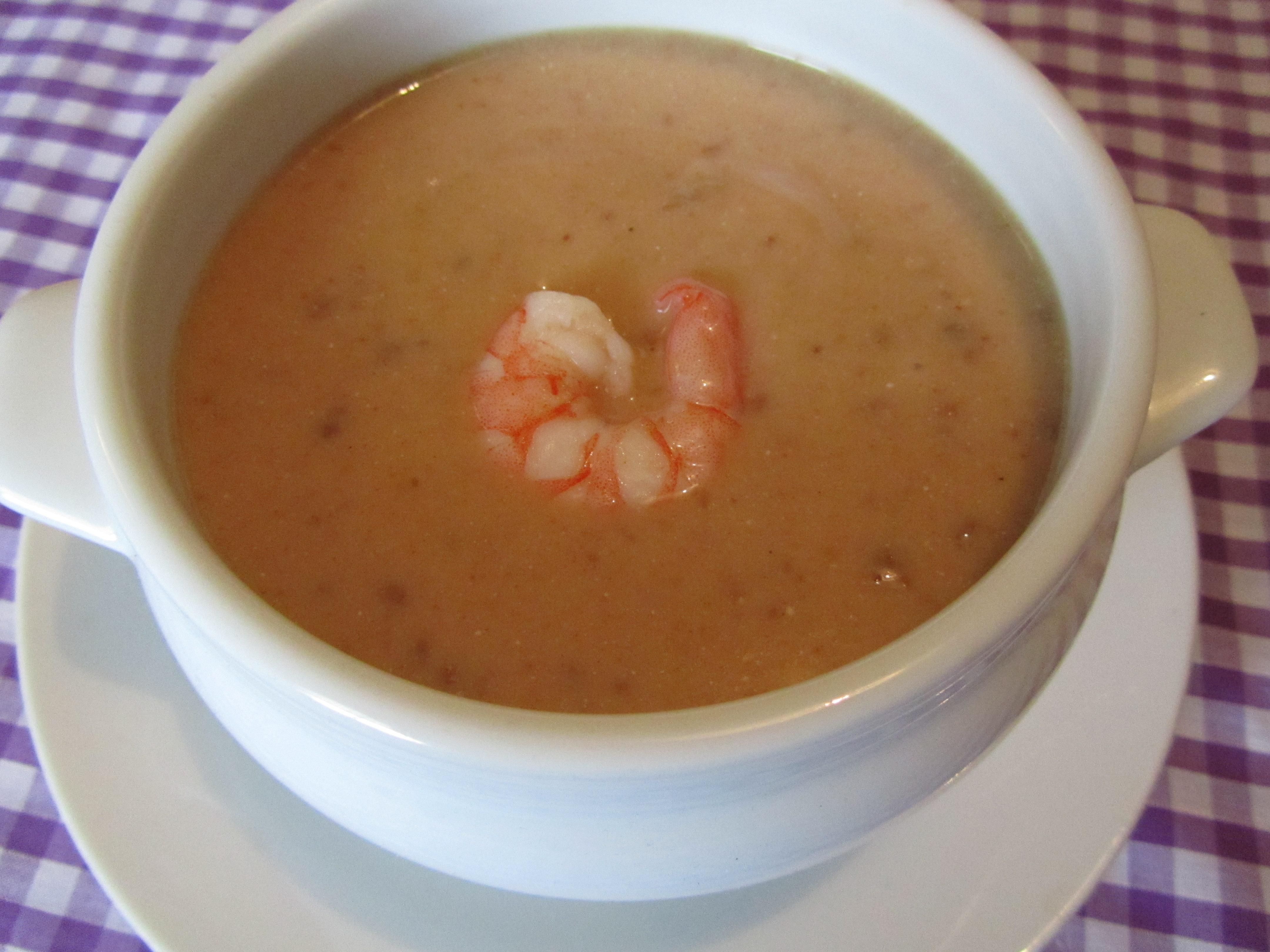
Räkbisque.

Bisque eller bisk är en soppa av franskt ursprung. Basen i en klassisk bisque är en silad buljong gjord på skaldjur.